# 鮎川穗乃果
鮎川穗乃果（日语：／ Ayukawa Honoka，1994年6月20日—），日本寫真偶像、電視藝人、女演員。於兵库县出身。所屬事務所為Du Bon Temps Promotion。

## 生平
2007年，鮎川贏得全国女子高中生制服收藏GP的亞軍。4月13日，她推出了寫真DVD《鮎川穗乃果的畢業物語》（鮎川穂乃果の卒業物語）。7月6日至9月21日，她在東京都會電視台的特攝片《时空警察Wecker Signa》當中飾演主角秋叶绘美理（秋葉えみり）。
12月7日，她在千葉縣和東京拍攝的寫真DVD《鮎川穗乃果 2007年 春夏編》開售。
2008年5月5日，鮎川於秋葉原出席了活動「圣地儿童节」（サンクチュアリ子供まつり），同場的還有年少偶像三花愛良、望月由奈、高岡未來。
2009年7月，鮎川的寫真集《潤旬》（うりずん）正式開售，這部寫真集收錄了她身穿校服的照片。同月27日，她出席了寫真DVD《Southern Cross》的發售紀念活動。
2011年1月27日，鮎川推出寫真DVD兼寫真集《雫》（しずく），她在當中部分場景中以身穿比基尼的姿態登場。2日後（29日），她出席上述兩作的發售紀念活動。5月14日，她現身於新人偶像村瀬綾里子的首部寫真DVD發售紀念活動中。
2014年8月23日，鮎川的寫真影片《海Now》（海なう）公開。

## 人物
鮎川喜歡聽音樂、獨自觀賞電影、芳香療法，善於把手指以較大幅度彎曲。她在拍攝《雫》期間去了巴厘岛取景，之後她愛上了那個地方。

## 外部連結
- 鮎川穗乃果的X（前Twitter）
- 鮎川穂乃果オフィシャルブログ「ほのかのほんのりほのかな日記」，存于
- 鮎川穂乃果オフィシャルブログ「鮎川穂乃果ほのぼの日記」 （页面存档备份，存于）-舊版部落格